# Celestino
Celestino  è un nome proprio di persona italiano maschile.

## Varianti
- Femminili: Celestina[1][3]

### Varianti in altre lingue
- Albanese: Çelestini
- Basco: Zelestino
- Bretone: Selestin
- Catalano: Celestí
- Ceco: Celestýn
- Croato: Celestin
- Danese: Celestin
- Esperanto: Celesteno
- Francese: Célestin[2]
  - Femminili: Célestine[3]
- Friulano: Celestùç, Celistùç, Lestùç, Listùç
- Greco moderno: Κελεστίνος (Kelestinos)

- Inglese: Celestine[2][4]
  - Femminili: Celestine[3][4], Celestina[4]
- Islandese: Selestínus
- Latino: Caelestinus[1][2], Celestinus[4]
  - Femminili: Caelestina[1]
- Lituano: Celestinas
- Macedone: Целестин (Celestin)
- Olandese: Celestinus
- Polacco: Celestyn[2]
  - Femminili: Celestyna[3]

- Portoghese: Celestino[2]
- Rumeno: Celestin
- Russo: Целестин (Celestin)
- Serbo: Целестин (Celestin)
- Slovacco: Celestín
- Sloveno: Celestin
- Spagnolo: Celestino[2]
  - Femminili: Celestina[3]
- Tedesco: Coelestin, Zölestin
  - Femminili: Cölestina, Zölestina, Zölestine
- Ucraino: Целестін (Celestin)
- Ungherese: Celesztin

## Origine e diffusione
Deriva da Caelestinus, un tardo nome latino basato su caelestis ("celeste", "paradisiaco"); alcune fonti lo indicano come un derivato del nome Caelestis, che comunque ha lo stesso significato.
In inglese, nella forma Celestine, è usato sia al maschile sia al femminile, quest'ultimo in aumento dal XIX secolo.

## Onomastico
Svariati santi hanno portato questo nome; l'onomastico può essere festeggiato in memoria di uno qualsiasi di essi, alle date seguenti:
- 21 gennaio, san Celestino, martire[5]
- 18 marzo, beata Celestina Donati, fondatrice delle Figlie Povere di San Giuseppe Calasanzio[6]
- 6 aprile, santa Celestina, vergine e martire[5]
- 9 aprile, beata Celestina Faron, religiosa e martire ad Auschwitz[6]
- 2 maggio, san Celestino, martire a Roma[5]
- 4 maggio, san Celestino, martire in Africa[5]
- 8 maggio, san Celestino, martire a Bisanzio[5]
- 19 maggio, san Celestino V, papa e fondatore dei Celestini[5][6]
- 27 luglio, san Celestino I, papa[6]
- 11 settembre, beata Maria Celeste Crostarosa, fondatrice dell'Ordine del Santissimo Redentore.[6]
- 14 ottobre, san Celeste di Metz  fu il 2º vescovo di Metz ed è venerato come santo dalla chiesa cattolica, da quelle ortodosse e dalla comunione anglicana.[6]

## Persone
- Celestino I, papa
- Celestino II, papa
- Celestino II, antipapa
- Celestino III, papa
- Celestino IV, papa
- Celestino V, papa

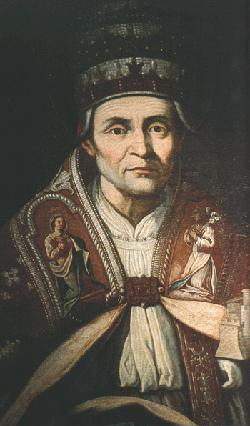
Papa Celestino V

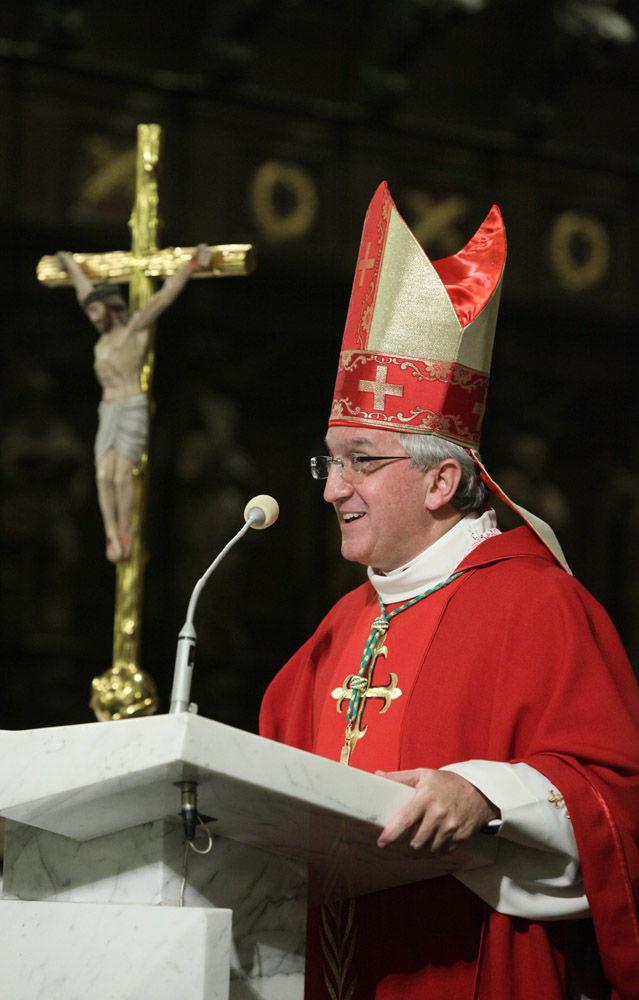
Celestino Migliore

- Celestino da Verona, francescano italiano
- Celestino Arena, economista italiano
- Celestino Bianchi, insegnante, giornalista e politico italiano
- Celestino Bruno, vescovo cattolico e teologo italiano
- Celestino Caballero, pugile panamense
- Celestino Cavedoni, archeologo e numismatico italiano
- Celestino Celio, calciatore italiano
- Celestino Colleoni, storico e predicatore italiano
- Celestino Cominale, medico e scienziato italiano
- Celestino Destaillats, arbitro di calcio argentino
- Celestino Endrici, arcivescovo cattolico italiano
- Celestino Galiani, arcivescovo ed erudito italiano
- Celestino Migliore, arcivescovo cattolico italiano
- Celestino Peroglio, docente e patriota italiano
- Celestino Prieto, ciclista su strada spagnolo
- Celestino Rosatelli, ingegnere aeronautico italiano
- Celestino Schiaparelli, arabista e docente italiano
- Celestino Sfondrati, cardinale, vescovo cattolico e teologo italiano
- Celestino Telera, religioso italiano
- Celestino Usuelli, alpinista, aviatore e dirigibilista italiano
- Celestino Vietti, pilota motociclistico italiano

### Variante Célestin

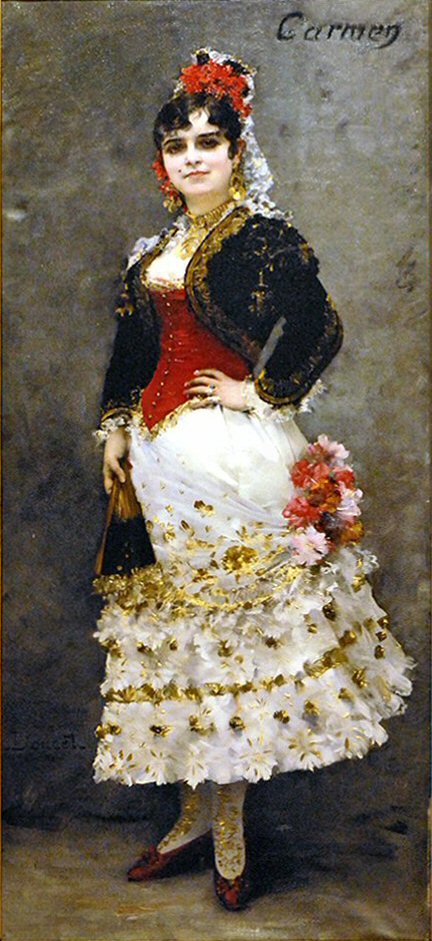
Célestine Galli-Marié

- Célestin Delmer, calciatore francese
- Célestin Freinet, pedagogista ed educatore francese
- Célestin Oliver, calciatore e allenatore di calcio francese

### Altre varianti maschili
- Celestine Babayaro, calciatore nigeriano
- Celestin Tomić, biblista croato

### Variante femminile Celestina
- Celestina Abba, vero nome di Cele Abba, attrice italiana
- Celestina Boninsegna, soprano italiano
- Celestina Bottego, religiosa statunitense
- Celestina Casapietra, soprano italiano

### Altre varianti femminili
- Célestine Galli-Marié, mezzosoprano francese

## Il nome nelle arti
- Celestina Warbeck, è un personaggio minore nella saga letteraria di Harry Potter, scritta da J.K. Rowling.